# Desnudo sentado
Desnudo sentado es una pintura al óleo sobre lienzo pintado en 1917 por el pintor italiano Amedeo Modigliani. Pertenece a una colección privada localizada en Amberes.
El tema es muy recurrente en el arte del propio Modigliani, (por ejemplo en una pintura del año anterior, Desnudo femenino sentado), así como en otros autores como William-Adolphe Bouguereau con una obra homónima de 1884.